# Collegium van Lyon
Het Collegium van Lyon is een Instituut voor Voortgezette opleidingen, gevestigd in Lyon. Het werd opgericht in 2006 op initiatief van het Ministerie van Hoger Onderwijs en Onderzoek, met als doel een internationale wetenschappelijke vereniging op hoog niveau te creëren. Het maakt deel uit van het thematische netwerk van geavanceerd onderzoek (RTRA) in humane en sociale wetenschappen.
De onderzoeksactiviteiten zijn voornamelijk gericht op humane wetenschappen en op de maatschappij maar er wordt eveneens beroep gedaan op de analyse van exacte wetenschappen. 
Olivier Faron is de voorzitter van het instituut, overigens ook Algemeen Directeur van ENS (École Normale Supérieure) van Lyon. 

## Historiek
In april 2006 heeft het Ministerie van Hoger Onderwijs en Onderzoek een pact ingewijd voor het onderzoek dat zij aanbieden aan universiteiten, hogescholen en Franse onderzoeksinstellingen om zich te verenigen in het thematische netwerk van geavanceerd onderzoek (RTRA).
Dertien projecten worden ondersteund door de Staat, waaronder ook het project van Lyon, dat toegewijd is aan onderzoek in humane en sociale wetenschappen. Vier Instituten voor Voortgezette opleidingen hebben zo het daglicht gezien in de voornaamste metropolen van Frankrijk: Parijs, Nantes, Aix-Marseille en Lyon. Zij zijn verenigd in het Franse Netwerk van Instituten voor voortgezette studies (RFIEA), een wetenschappelijk samenwerkingsverband dat erkend is dankzij zijn publieke bruikbaarheid. Dit netwerk, waarvan de hoofdzetel zich in Lyon bevindt, moet zowel op nationaal als op internationaal vlak, een zekere visibiliteit geven aan het onderzoek van humane en sociale wetenschappen in Frankrijk. 
Het Collegium van Lyon heeft zijn eerste onderzoekers verwelkomd in september 2008. 

## De werking van het statuut
Het Collegium van Lyon heeft een niet-lucratief statuut wat een juridische, financiële en wetenschappelijke autonomie garandeert. Het geniet de steun van lokale overheden en kent bijval van de voornaamste organen van het hoger onderwijs en onderzoek binnen de Lyonese regio. Het verzamelt 10 grote scholen en instituten voor hoger onderwijs en onderzoek, 5 universiteiten, 2 vakbondseenheden van onderzoek en een culturele organisatie. 
Het Collegium van Lyon verwelkomt per jaar een twintigtal onderzoekers (10 junioren en 10 senioren), voor een verblijf van 5 tot 10 maanden. Onderzoekers van over de hele wereld kunnen hun kandidatuur indienen bij het Collegium van Lyon. De gegevens worden dan bekeken door een wetenschappelijke raad, die twee keer per jaar bijeenkomt, één keer in april en in november. 

## Lijst van oprichtende leden van het Collegium van Lyon
Het Collegium van Lyon wordt beheerd door een raad met volgende leden:
- École normale supérieure de Lyon
- Université Claude Bernard Lyon 1
- Université Lumière Lyon 2
- Université Jean Moulin Lyon 3
- Université Jean Monnet, Saint-Étienne
- Université Catholique de Lyon
- Institut d'Etudes Politiques de Lyon
- École centrale de Lyon
- Institut national des sciences appliquées de Lyon (INSA)
- École Nationale des Travaux Publics de l'Etat (ENTPE)
- EM Lyon
- École Nationale Supérieure des Sciences de l'Information et des Bibliothèques (ENSSIB)
- Institut National de la Recherche Pédagogique (INRP)
- Institut des Sciences de l'Homme (ISH)
- Maison de l'Orient et de la Méditerranée
- Centre national de la recherche scientifique - Délégation régionale Rhône-Auvergne
- École Nationale Supérieure des Arts et des Techniques du Théâtre (ENSATT) (partner)
- Institut Lumière (partner)